# Epijana cosima
Epijana cosima is een vlinder uit de familie van de Eupterotidae. De wetenschappelijke naam van de soort is voor het eerst geldig gepubliceerd in 1880 door Plötz.